# خمیلوویتسه (استان اشوی‌داشکسیه)
خمیلوویتسه (به لهستانی: Chmielowice) یک منطقهٔ مسکونی در لهستان است که در گمینا موراویتسا واقع شده‌است. خمیلوویتسه ۳۱۰ نفر جمعیت دارد.